# Piranesiho cena

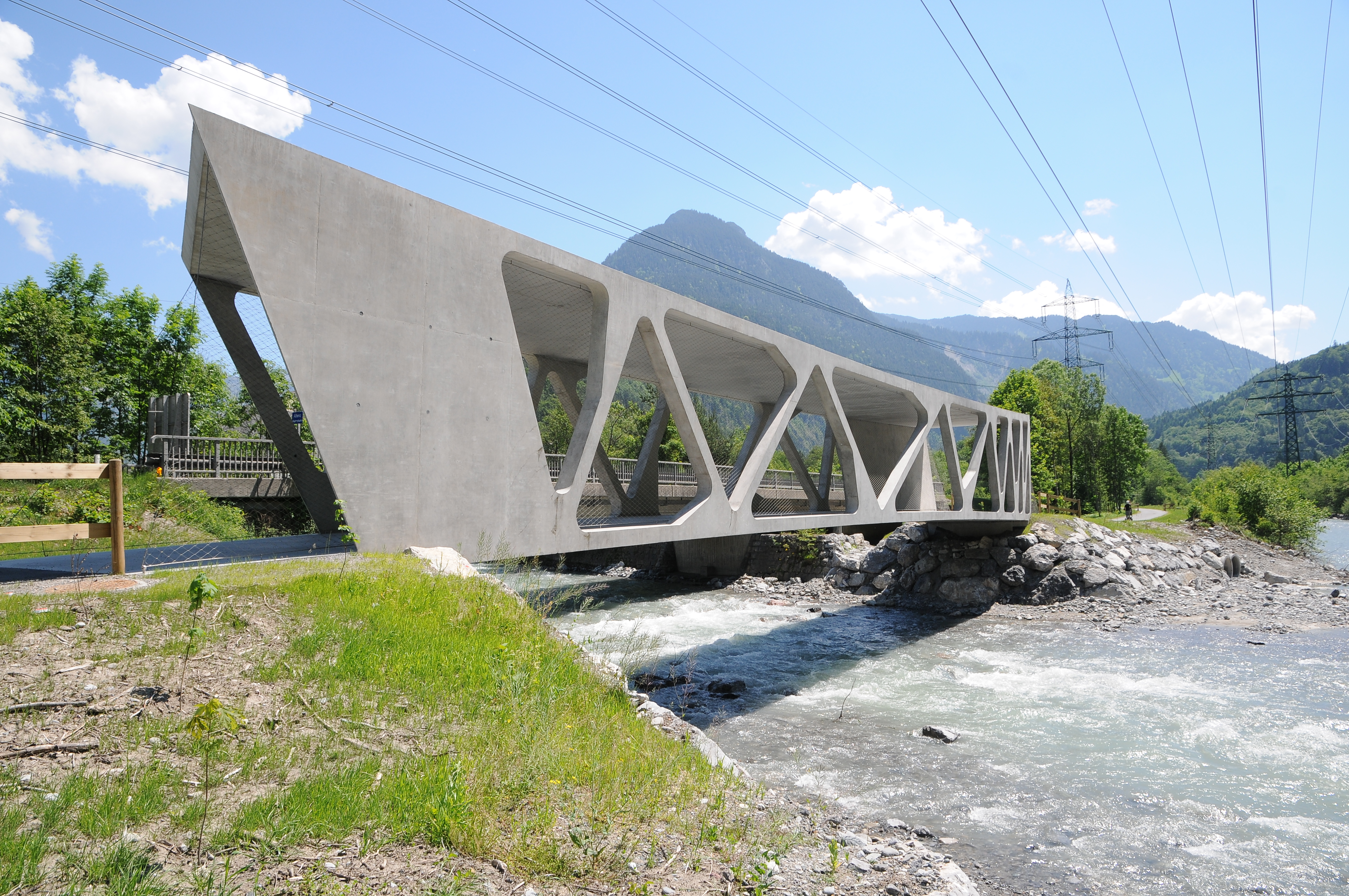
Cyklistický most přes Alfenz v rakouském Lorüns od ateliéru Marte.Marte Architekten oceněný v roce 2011

Piranesiho cena je cena určená architektům z České republiky, Chorvatska, Itálie, Maďarska, Rakouska, Řecka, Slovenska a Slovinska. Cena se uděluje od roku 1989 ve slovinském městě Piran. Je pojmenovaná podle italského umělce a architekta Giovanniho Battisty Piranesiho (1720–1778), jehož rodina z Piranu pocházela.
Z českých autorů získal v roce 2001 čestné uznání ateliér HŠH za projekt rekonstrukce Horního náměstí v Olomouci. V roce 2004 byl oceněn Josef Pleskot za projekt českého konzulátu v Mnichově.